# 阿炳马到功成
《阿炳马到功成》（英語：Ah Beng: Mission Impossible）是一部2014年马来西亚剧情喜剧片，本片是韩国男团N-SONIC首部电影。

## 外部連結
- 互联网电影数据库（IMDb）上《阿炳马到功成》的资料（英文）
- 豆瓣电影上《阿炳马到功成》的資料 （简体中文）